# Kobe Challenger 2023
Lo Hyogo Noah Challenger 2023 è stato un torneo maschile di tennis professionistico giocato sul cemento indoor. È stata la 7ª edizione del torneo, facente parte della categoria Challenger 75 nell'ambito dell'ATP Challenger Tour 2023. Si è giocato al Bourbon Beans Dome di Kōbe, in Giappone, dal 13 al 19 novembre 2023.

## Partecipanti

### Teste di serie
| Nazionalità | Giocatore          | Ranking* | Testa di serie |
| ----------- | ------------------ | -------- | -------------- |
| Austria     | Jurij Rodionov     | 110      | 1              |
| Giappone    | Shintaro Mochizuki | 129      | 2              |
| Italia      | Luca Nardi         | 143      | 3              |
| Germania    | Benjamin Hassan    | 150      | 4              |
| Giappone    | Sho Shimabukuro    | 155      | 5              |
| Australia   | Marc Polmans       | 158      | 6              |
| Cina        | Bu Yunchaokete     | 167      | 7              |
| Rep. Ceca   | Zdeněk Kolář       | 175      | 8              |

* Ranking al 6 novembre 2023.

### Altri partecipanti
I seguenti giocatori hanno ricevuto una wild card per il tabellone principale:
- Taisei Ichikawa
- Tatsuma Itō
- Renta Tokuda

Il seguente giocatore è entrato in tabellone come alternate:
- Omar Jasika

I seguenti giocatori sono passati dalle qualificazioni:
- August Holmgren
- Giovanni Fonio
- Yasutaka Uchiyama
- Kalin Ivanovski
- Andrew Fenty
- Chung Yun-seong

I seguenti giocatori sono entrati in tabellone come lucky loser:
- Bai Yan
- Rio Noguchi

## Punti e montepremi
| Torneo    | Torneo              | V      | F     | SF    | QF    | 2T    | 1T  | Q | Q2  | Q1  |
| Singolare | Punti               | 75     | 50    | 30    | 16    | 7     | 0   | 4 | 2   | 0   |
| Singolare | Premi in denaro ($) | 10,840 | 6,355 | 3,780 | 2,200 | 1,300 | 780 | – | 390 | 200 |
| Doppio    | Punti               | 75     | 50    | 30    | 16    | –     | 0   | – | –   | –   |
| Doppio    | Premi in denaro ($) | 4,645  | 2,700 | 1,630 | 965   | –     | 545 | – | –   | –   |

## Campioni

### Singolare
Duje Ajduković ha sconfitto in finale  Sho Shimabukuro con il punteggio di 6–4, 6–2.

### Doppio
Evan King /  Reese Stalder hanno sconfitto in finale  Andrew Harris /  Nam Ji-sung con il punteggio di 7–6(3), 2–6, [10–7].